# Вулф-Сіті (Техас)
Вулф-Сіті (англ. Wolfe City) — місто (англ. city) в США, в окрузі Гант штату Техас. Населення — 1399 осіб (2020).

## Географія
Вулф-Сіті розташований за координатами 33°22′13″ пн. ш. 96°4′5″ зх. д. / 33.37028° пн. ш. 96.06806° зх. д. (33.370175, -96.068175).  За даними Бюро перепису населення США в 2010 році місто мало площу 3,97 км², з яких 3,67 км² — суходіл та 0,30 км² — водойми. В 2017 році площа становила 2,91 км², уся площа — суходіл.

## Демографія
Згідно з переписом 2010 року, у місті мешкало 1412 осіб у 569 домогосподарствах у складі 361 родини. Густота населення становила 356 осіб/км².  Було 661 помешкання (167/км²).
Расовий склад населення:
| - 78,9 % — білих - 13,0 % — чорних або афроамериканців - 1,8 % — корінних американців - 0,3 % — азіатів - 0,2 % — вихідців з тихоокеанських островів - 2,8 % — осіб інших рас |

До двох чи більше рас належало 3,0 %. Частка іспаномовних становила 8,6 % від усіх жителів.
За віковим діапазоном населення розподілялося таким чином: 25,2 % — особи молодші 18 років, 56,7 % — особи у віці 18—64 років, 18,1 % — особи у віці 65 років та старші. Медіана віку мешканця становила 37,3 року. На 100 осіб жіночої статі у місті припадало 90,8 чоловіків;  на 100 жінок у віці від 18 років та старших — 83,7 чоловіків також старших 18 років.
Середній дохід на одне домашнє господарство  становив 42 554 долари США (медіана — 28 571), а середній дохід на одну сім'ю — 52 866 доларів (медіана — 44 688). Медіана доходів становила 39 821 долар для чоловіків та 30 893 долари для жінок. За межею бідності перебувало 23,8 % осіб, у тому числі 24,9 % дітей у віці до 18 років та 16,9 % осіб у віці 65 років та старших.
Цивільне працевлаштоване населення становило 538 осіб. Основні галузі зайнятості: освіта, охорона здоров'я та соціальна допомога — 23,2 %, будівництво — 17,1 %, виробництво — 15,2 %.